# Extracto de vainilla

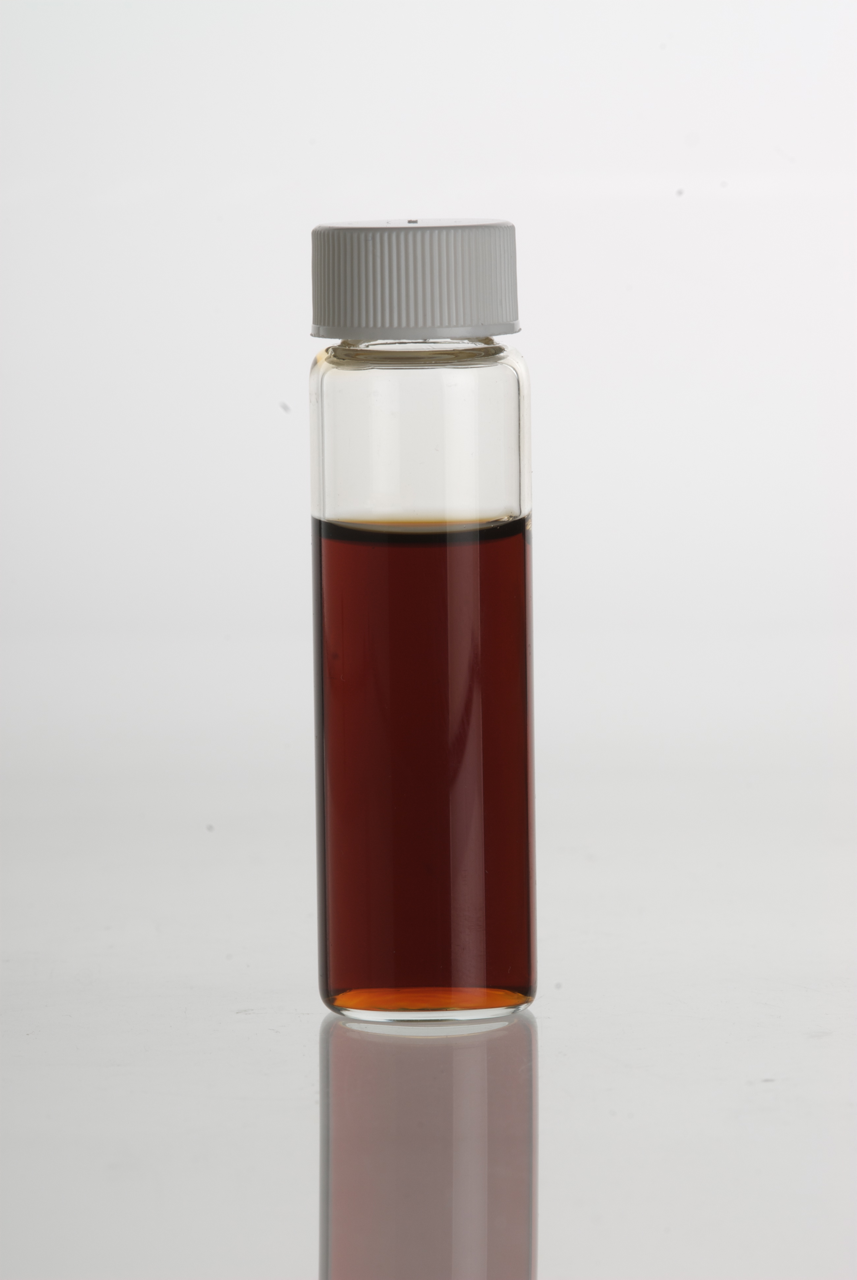
Extracto de vainilla

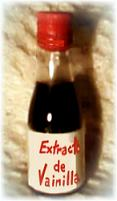
Envase conteniendo extracto de vainilla.

El extracto de vainilla o esencia de vainilla, como bien su nombre lo indica es un concentrado - que se utiliza para saborizar comidas y bebidas - obtenido de la vaina o chaucha de la vainilla (género de orquídeas que produce un fruto del cual se obtiene este saborizante, después de un sencillo proceso de maceración).
Contiene alcohol en su 50% que lo vuelve inflamable pero se evapora durante la cocción.

## Modo de preparación
Se obtiene poniendo a macerar una cantidad acorde de chauchas de vainilla (vainilla planifolia), en un frasco conteniendo un licor de fuerte graduación alcohólica, como por ejemplo "Vodka" y se deja macerar alrededor de tres meses.
Luego de este proceso se obtiene una sustancia de color ámbar, de consistencia líquida, y característico aroma a vainilla.

## Usos
Se la utiliza en la preparación de comidas, preferentemente postres y dulces, y también para saborizar algunas bebidas.
También se emplea para elaborar helados en particular el de vainilla (llamado en Venezuela de mantecado).

## Esencia de vainilla
Es conveniente hacerla en casa; o bien en caso de adquirirla en algún comercio o mercado, observar que existen sustitutos que llaman a la confusión, como por ejemplo la vainilla artificial (conocida como esencia de vainilla o vainillina), que también cumple las funciones de saborizante con buen resultado, aunque se obtiene bajo otro tipo de elaboración y menor costo. Para alcanzar un saborizante de exquisito aroma y agradable gusto, lo conveniente es conseguir el extracto natural o bien, como se ha ejemplificado, elaborarla en forma casera.
Cabe también destacar que la esencia de vainilla puede tener color oscuro o ser totalmente transparente dependiendo de su adición o no de color caramelo. Esta última se conoce como esencia de vainilla blanca.